# Élections fédérales canadiennes de 2011 à Terre-Neuve-et-Labrador
Les élections fédérales canadiennes de 2011 à Terre-Neuve-et-Labrador ont vu le Parti libéral conserver la majorité des sièges de la province.

## Résultats provinciaux
| Parti | Parti        | Parti    |      |
| ----- | ------------ | -------- | ---- |
|       | Conservateur | Sièges : | 1    |
|       | Conservateur | Voix :   | 28,4 |
|       | NPD          | Sièges : | 2    |
|       | NPD          | Voix :   | 32,6 |
|       | Libéral      | Sièges : | 4    |
|       | Libéral      | Voix :   | 37,9 |
|       | Vert         | Sièges : | -    |
|       | Vert         | Voix     | 0,9  |

## Résultats par circonscription
| Circonscription                       | Candidats | Candidats                      | Candidats | Candidats                    | Candidats | Candidats                          | Candidats | Candidats                      | Candidats | Candidats                          |  | Député sortant |
| Circonscription                       |           | Conservateur                   |           | Libéral                      |           | NPD                                |           | Vert                           |           | Autre                              |  | Député sortant |
| ------------------------------------- | --------- | ------------------------------ | --------- | ---------------------------- | --------- | ---------------------------------- | --------- | ------------------------------ | --------- | ---------------------------------- |  | -------------- |
| Avalon                                |           | Fabian Manning 14 839 40,63 %  |           | Scott Andrews 16 021 43,86 % |           | Matthew Martin Fuchs 5 172 14,16 % |           | Matt Crowder 217 0,59 %        |           | Randy Wayne Dawe (Ind.) 277 0,76 % |  | Scott Andrews  |
| Bonavista—Gander— Grand Falls—Windsor |           | Aaron Hynes 8 511 27,49 %      |           | Scott Simms 17 895 57,80 %   |           | Clyde Bridger 4 277 13,82 %        |           | Robyn Kenny 276 0,89 %         |           |                                    |  | Scott Simms    |
| Humber—St. Barbe— Baie Verte          |           | Trevor Taylor 7 519 25,09 %    |           | Gerry Byrne 17 119 57,11 %   |           | Shelley Senior 4 751 15,85 %       |           | Robin Blair Gosse 253 0,84 %   |           | Wayne R. Bennett (Ind.) 332 1,11 % |  | Gerry Byrne    |
| Labrador                              |           | Peter Penashue 4 234 40,43 %   |           | Todd Russell 4 003 38,23 %   |           | Jacob Larkin 2 099 20,04 %         |           | George C.R. Barrett 136 1,30 % |           |                                    |  | Todd Russell   |
| Random—Burin— St. George's            |           | John Ottenheimer 8 322 32,00 % |           | Judy Foote 12 914 49,65 %    |           | Stella Magalios 4 466 17,17 %      |           | Tanya Gutmanis 306 1,18 %      |           |                                    |  | Judy Foote     |
| St. John's-Est                        |           | Jerry Byrne 9 199 20,87 %      |           | John Allan 3 019 6,85 %      |           | Jack Harris 31 392 71,22 %         |           | Robert Miller 467 1,06 %       |           |                                    |  | Jack Harris    |
| St. John's-Sud— Mount Pearl           |           | Loyola Sullivan 8 863 22,81 %  |           | Siobhán Coady 11 131 28,65 % |           | Ryan Cleary 18 573 47,80 %         |           | Rick Austin 291 0,66 %         |           |                                    |  | Siobhán Coady  |